# ويليام بيرش
ويليام بيرش (بالإنجليزية: William Birch)‏ (1887 في المملكة المتحدة - 1968) هو لاعب كرة قدم بريطاني (وحمل سابقاً جنسية المملكة المتحدة لبريطانيا العظمى وأيرلندا) في مركز الهجوم. لعب مع غريمسبي تاون ونادي بلاكبول ونادي ريدنغ ونوتينغهام فورست ونادي غاينسبورو ترينيتي وEccles United F.C. ‏ وRotherham County F.C. ‏.